# Будівельна кераміка
Будіве́льна кера́міка — цегла, камені,керамічна плитка різних видів, черепиця.

## Матеріали
У виробництві будівельної кераміки (цегла, камені і керамічна плитка різних видів, черепицяй ін.) використовуються в основному легкоплавкі глини і суглинки, рідко лес, аргіліти, глинисті сланці (попередньо розмолоті).

## Виробництво
Складність технологічного процесу полягає у трудності встановлення прямої залежності між властивостями сировини і готової продукції. У наш час[коли?] технічні вимоги до глинистої сировини, яка використовується при виробництві керамічної цегли та каменів регламентується ОСТ 21-78-88

## Види

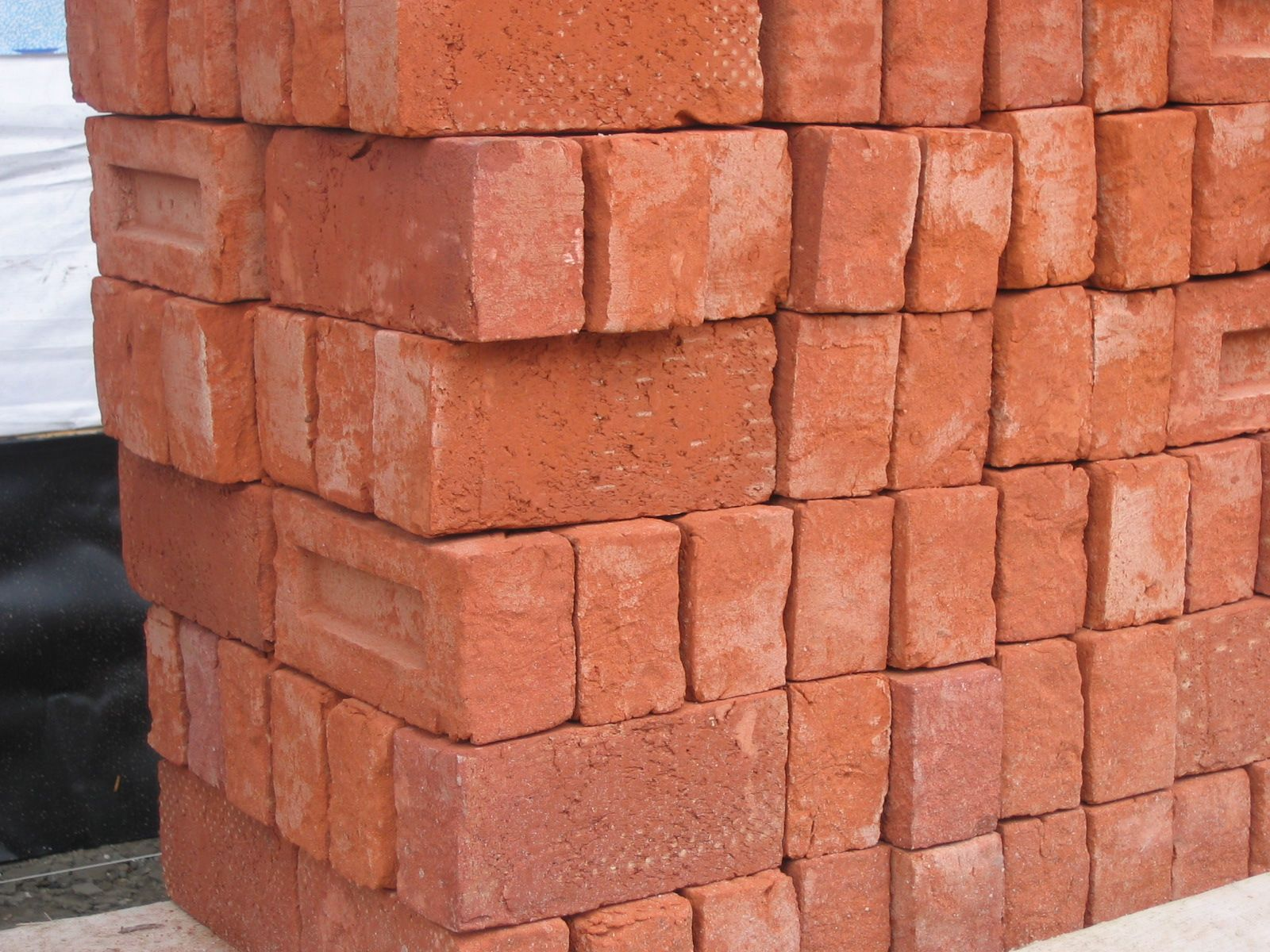
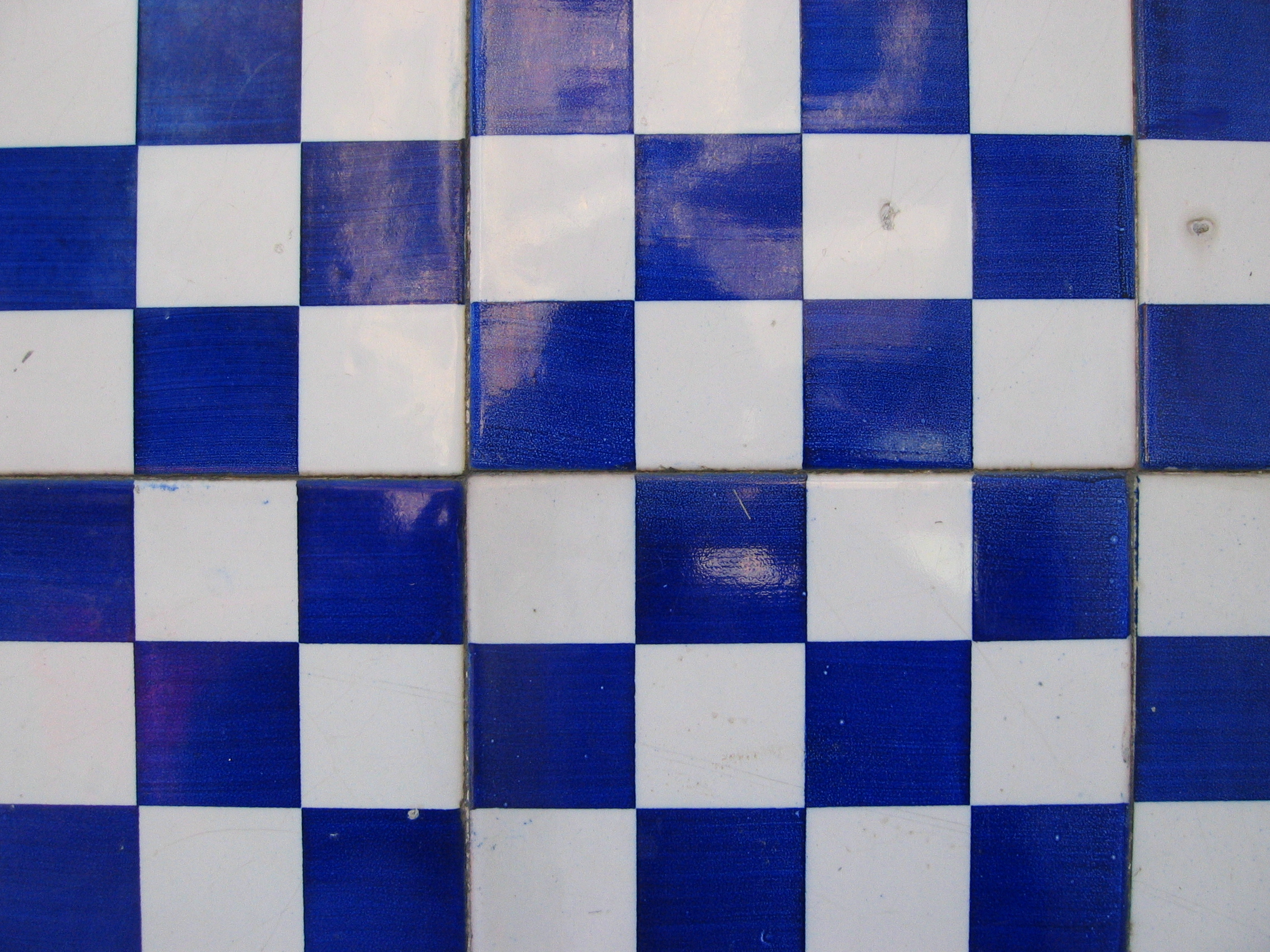